# Екбатан
Екбатан (староперс. Haŋgmatana; грч. Ἀγβάτανα, Agbatana према Есхилу и Херодоту; Agámtanu према Набониду; Agamatanu према Бехистунским натписима) антички је град из доба Медије и Персијског царства, данас Хамадан у модерном Ирану. Медијци су га у доба Астијага (Istuvegü) користили као главни град њиховог краљевства, док га 549. п. н. е. осваја персијски владар Кир Велики и прикључује га Персијском царству. Реч Екбатан у дословном смислу значи „Место окупљања“.

## Историја

### Медија
Антички извори говоре како је Екбатан био главни град Медије, а њену градњу приписују Дејоку (Daiukku према клинастом писму), који је око града дао изградити седам концентричних градских зидина у различитим бојама.
У 5. веку п. н. е. грчки историчар Херодот о Екбатану пише:
Медијци су саградили град Екбатану, са јаким зидинама великих дименизија, који су у круговима опасавали град. Нацрт палате је такав да сваки зид наткрива онај претходни помоћу грудобрана. Природа околине има облик благог брежуљка што одговара наведеном размештају одбране, но положај је углавном продукт људског умећа. Број одбрамбених зидина је седам, а унутар задњег и најмањег налази се краљевска палата и ризница. Спољни опсадни зид био је подједнаких димензија зидина у Атини. На том зиду грудобрани су беле боје, на следећем црне, трећем црвене, четвртом плаве, петом наранчасте; зидови су фарбани бојама. Задња два грудобрана била су сребрне, односно златне боје. Све наведене фортификације грађене су за Дејока и за одбрану његове палате.
Историчар Полибије такође описује величанствене фортификације 1300 метара дужине које су опасавале краљеву палату но не и град, а Екбатан назива најбогатијим и најлепшим градом света. Данас се претпоставља како су седам наведених зидина заправо степенасти зигурат.
Археолошка истраживања Екбатана и брда Хагматана оскудевају проналасцима из медијског доба, док обилују оним из партијског раздобља. Такође, Екбатана се уопште не помиње у асирским записима. Неки историчари тврде како је Сагбита или Сагбат из асирских записа ранији облик назива Екбатана или Хагматана из каснијих грчких и ахеменидских извора. Према њиховим тврдњама, слово „С“ постало је словом „Х“ у многим иранским језицима. Сагбита из асирских записа била је смештена недалеко од градова Kishesim (Кар-Нергал) и Хархар (Кар-Шхарукин).
Сер Хенри Равлинсон покушао је доказати како постоји други и старији град Екбатан у Medija Atropateni код данашњег места Takht-i-Suleiman, но записи на клинастом писму говоре како је постојао само један град имена Екбатан, а Takht-i-Suleiman се спомиње као Ганзак или Газака у античко доба.

### Персијско царство
Екбатан, која се налазио у подножју планине Алванд, у време персијских царева (од средине 6. века п. н. е.) из династије Ахеменида постаје њиховом летном резиденцијом. Град је након персијског устанка 550. п. н. е. освојио Кир Велики и прикључио га Персијском царству. Владар Артаксеркс II у Екбатану је дао изградити велику терасу с бројним ступовима.

### Партијско царство
У доба владавине Парта (3. век п. н. е. - 3. века) коришћена је као један од главних градова Партијског царства, уз Сузу и Ктесифон, Из партског доба датирају бројни проналасци у околинии града. У Екбатану се налазила једна од партских ковница новца која је ковала бронзани драм (античка кованица и мера за тежину).
Екбатан је поменут и у Библији, у књизи о Езри.

### Модерно доба
На подручју античког Екбатана налази се модерни ирански град Хамадан, који према попису из 2005. године има 550.284 становника. Екбатан у Ирану не треба мешати с Екбатаном (Hamath) у Сирији, гдје је према Херодоту умро персијски владар Камбиз II.